# 小狗包弟
《小狗包弟》是巴金的回忆散文，入选中国大陆中学课文而为人熟知。包弟是一只黄毛小狗，日本品种。文革中巴金因遭到迫害，无奈将包弟送去了医院做用于解剖的实验狗。

## 经历
包弟的第一任主人为瑞典人，有一个译音为“斯包弟”的瑞典名字。瑞典主人离开中国时，将包弟送给巴金的朋友。1959年，巴金的朋友因为工作调动到北京，将包弟又送给了巴金。小狗包弟在巴金家生活了七年，为巴金一家所爱。1966年文革爆发，巴金受到批判，巴金一家担心小狗包弟的叫声会与抄家的红卫兵爆发冲突。无奈决定送包弟去医院当实验犬，为医生解剖而死。

## 类似事件
文革时期，养宠物被批判为“崇洋媚外”、“玩物丧志”。宋庆龄也被迫将养的几十只鸽子送人，某县公安局购置的外国警犬也被处死。